# مصطفى سند (شاعر)
مصطفى سند شاعر سوداني وقاص بارز يلقب برائد القصيدة المعاصرة وهو من شعراء مدرسة الغابة والصحراء.

## الميلاد
ولد مصطفى محمد سند عام 1939 في أم درمان بالسودان.

## التعليم
تلقى تعليمه بالسودان وحصل على بكالوريوس التجارة من شعبة العلوم البريدية كما درس الحقوق.

## حياته المهنية
عمل مصطفى سند بوزارة المواصلات وزارة الخارجية التي انتدب إليها لمدة أربعة أعوام ثم مارس الصحافة منذ عام 1980 حيث عمل مديرا لتحرير جريدة الخليج اليوم بدولة قطر. وبعد عودته من دولة قطر عمل بالصحافة اليومية في السودان ثم أصبح رئيسا لمجلس إدارة الهيئة القومية للثقافة والفنون.

## حياته السياسية
انتخب سند عضو بالمجلس الوطني الانتقالي في السودان

## أعماله الأدبية

### الشعر
تمتاز أشعاره بالإيقاع الموسيقي الصاخب وقاموسها المتفرد من حيث اللفظ أو الصورة التي يرسمها اللفظ مثل مفردات «البحر القديم» و «إبرتان وخيط ماء». كما يمتاز بالجزالة والإفصاح ووصوح الغكرة التي تحملها. أما موضوعاتها فقد كانت تدور حول التأمل في الوجود وتطورت في أيامه الأخيرة إلى التأمل الوجداني الصوفي ومضامين الإصلاح الاجتماعي والأخلاقي.

### القصة
نشر سند بعض القصص القصيرة في مجلة القصة السودانية التي كان يرأس تحريرها القاص السوداني عثمان على نور.

### دوواينه
له ستة دوواين شعر وهي:
- البحر القديم 1971
- ملامح من الوجه القديم نشر في عام 1978
- عودة البطريق البحري، عام 1988
- نقوش على ذاكرة الخوف، 1990
- بيتنا في البحر، 1993

### مدرسة الغابة والصحراء
مصطفى سند من شعراء مدرسة الغابة والصحراء ويعتبر ديوان شعره «البحر القديم» من أولى مقدمات هذه المدرسة إلى جانب ديوان «غابة الابنوس» لصلاح أحمد.

## جوائزه
حصل على سند عاى ا عدة جوائز تقديرية مختاغة منها:
- جائزة الدولة التشجيعية في عام 1983
- وسام العلوم والفنون والآداب، عام 1983
- جائزة الشعر من جامعة الخرطوم في عام 1991

## وفاته
توفي مصطفى سند في عام 2008 م بمستشفي أبها بالمملكة العربية السعودية بعد صراع طويل مع المرض.

## قالوا عنه
وصفه الشاعر محمد المكي إبراهيم بأنه الشاعر الذي كان يبهرهم في بدايات مسيرتهم الأدبية. ووفقا للشاعر محمد عبد الحي تعتبر القصيدة عند سند هي الأقوى موسيقى وجرساً وأنها مليئة بالايقاعات. 